# Carter MacIntyre
Carter MacIntyre, es un actor estadounidense conocido por haber interpretado a JD Bruce en la serie American Heiress y a Leo Nash en la serie Undercovers.

## Biografía
En 1997 se graduó de The Lovett School, así como de la Wake Forest University.

## Carrera
Carter ha aparecido en comerciales para la televisión de "Las Vegas" y para Miller Lite: "Buster".
En marzo del 2007 se unió al elenco principal de la serie American Heiress donde interpretó al capitán JD Bruce, un expiloto de la fuerza aérea hasta el final de la serie en julio del mismo año.
En 2009 apareció como invitado en un episodio de la serie Bones donde dio vida al oficial de la policía David Poe.
En el 2010 se unió al elenco principal de la serie Undercovers donde interpretó a Leo Nash, un agente caído de la CIA, hasta el final de la serie en el 2012.
En 2012 se unió al elenco principal de la cuarta temporada de la serie Drop Dead Diva donde interpretó a Luke Daniels, el nuevo y segundo ángel guardián de Jane Bingum/Deb Dobkins (Brooke Elliott), hasta el 2013.
Ese mismo año apareció como invitado en la serie médica Private Practice donde dio vida a Nick Calhoun, un paciente del terapeuta Sheldon Wallace (Brian Benben), a quien atiende para ayudarlo a controlar sus impulsos pedófilos. Nick es arrestado luego de haber secuestrado a la pequeña Sarah Nelson.
En el 2013 apareció en un episodio de la decimotercera temporada de la serie CSI: Crime Scene Investigation donde interpretó a Taylor Wynard, una de las víctimas del asesino en serie y acosador Ronald Basderic, Wynard fue acuchillado varias veces en el pecho por Basderic en un intento por incriminar a la investigadora Sara Sidle (Jorja Fox).
En el 2014 se unió al elenco de la serie de comedia Benched donde interpretó al abogado Trent Barber, el antiguo prometido de la abogada Nina Whitley (Eliza Coupe) y enemigo profesional.

## Filmografía

### Series de televisión
| Año         | Título                            | Personaje                 | Notas                                                         |
| ----------- | --------------------------------- | ------------------------- | ------------------------------------------------------------- |
| 2016        | Secrets and Lies                  | Shane Campbell            | 2 episodios                                                   |
| 2016        | Lady Dynamite                     | Rick Rondo                | episodio "I Love You"                                         |
| 2015        | Major Crimes                      | Jeffrey Greggs            | episodio "Personal Effects"                                   |
| 2014        | Benched                           | Trent Barber              | 12 episodios                                                  |
| 2014        | Mixology                          | Langdon                   | episodio "Jessica & Ron"                                      |
| 2012 - 2013 | Drop Dead Diva                    | Luke Daniels              | 14 episodios                                                  |
| 2013        | The Tomorrow People               | Vaughn                    | episodio "In Too Deep"                                        |
| 2013        | CSI: Crime Scene Investigation    | Taylor Wynard             | episodio "Forget Me Not"                                      |
| 2012        | Private Practice                  | Nick Calhoun              | 3 episodios                                                   |
| 2010 - 2012 | Undercovers                       | Leo Nash                  | 11 episodios                                                  |
| 2011        | Wake Up, It's Tuesday!            | Garth McGeevey            | episodio "It's Hot and Sweaty, Y'all!"                        |
| 2011        | CSI: NY                           | Chris Boyle               | episodio "Party Down"                                         |
| 2010        | Trauma                            | -                         | episodio "Crossed Wires"                                      |
| 2009        | Nip/Tuck                          | Warren                    | episodio "Alexis Stone II"                                    |
| 2009        | Bones                             | David Poe                 | episodio "The Foot in the Foreclosure"                        |
| 2009        | The Station                       | Modelo Atractivo          | episodio "Girls Gone Wild on Gossip Girl"                     |
| 2009        | The Mentalist                     | Bodhi Andros              | episodio "Redemption"                                         |
| 2008        | It's Always Sunny in Philadelphia | Modelo                    | episodio "America's Next Top Paddy's Billboard Model Contest" |
| 2007        | American Heiress                  | JD Bruce                  | 64 episodios                                                  |
| 2006        | ER                                | Wallace                   | episodio "Graduation Day"                                     |
| 2006        | Smith                             | Corredor de Bienes Raíces | episodio "Two"                                                |

### Películas
| Año  | Título          | Personaje     | Notas                                                                                       |
| ---- | --------------- | ------------- | ------------------------------------------------------------------------------------------- |
| 2018 | Hunter Killer   | Brian Edwards | junto a Gerard Butler, Gary Oldman, Ryan McPartlin, Michael Trucco, Zane Holtz y Matt Rippy |
| 2013 | The Wrong Woman | Mike          | junto a Danica McKellar, Jonathan Bennett, Jaleel White, Fred Dryer, Jim O'Heir             |